# Arricau-Bordes
Arricau-Bordes é uma comuna francesa na região administrativa da Nova Aquitânia, no departamento dos Pirenéus Atlânticos. Estende-se por uma área de 7,85 km². Em 2010 a comuna tinha 108 habitantes (densidade: 13,8 hab./km²).